# Julnatten (opera)

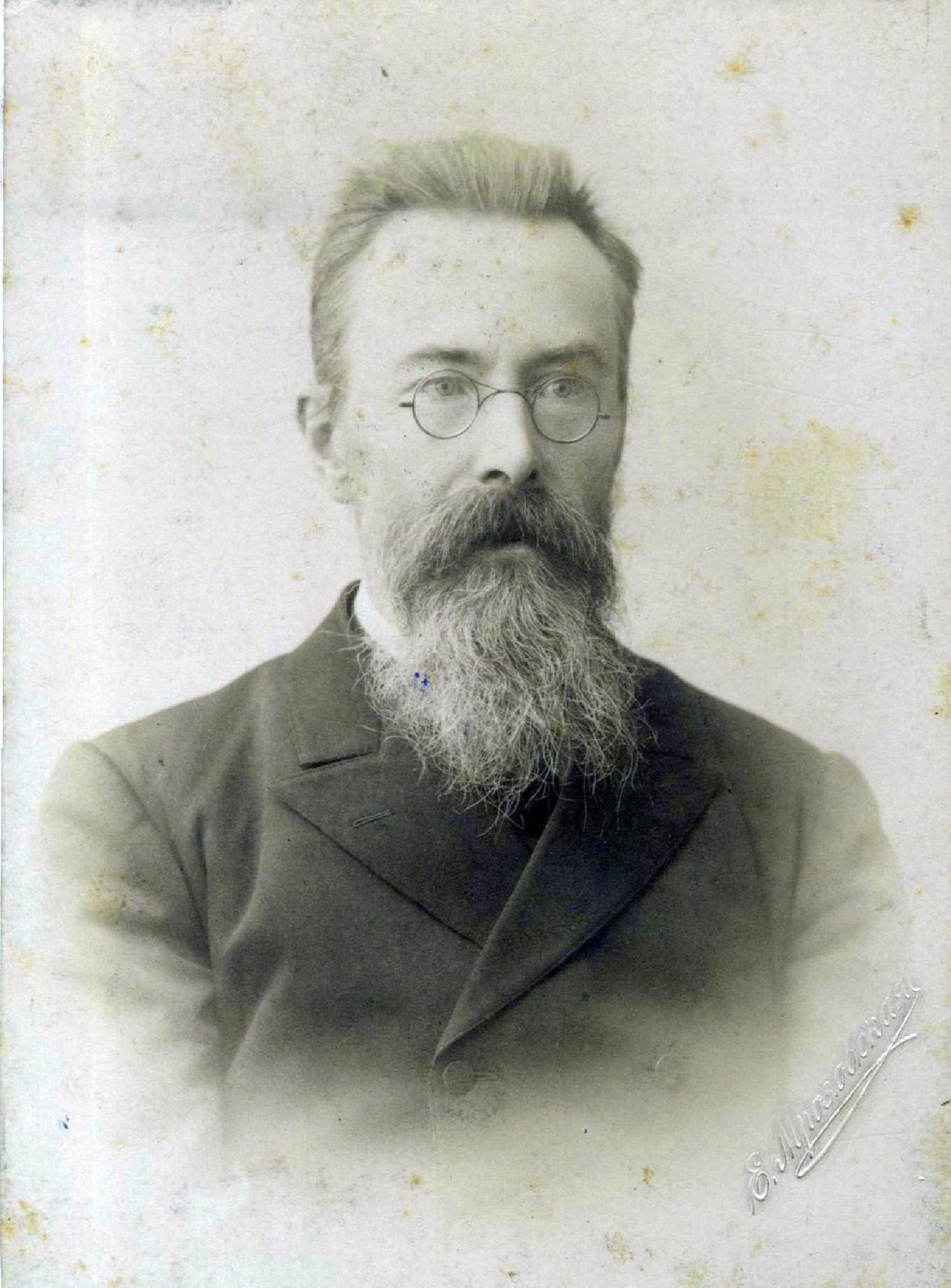
Nikolaj Rimskij-Korsakov

Julnatten (Ryska: Ночь перед Рождеством, Noch' pered Rozhdestvom) är en opera i fyra akter med musik och text av Nikolaj Rimskij-Korsakov. Librettot bygger på novellen Kejsarinnans tofflor ur samlingen Ukrainska noveller av Nikolaj Gogol.

## Historia
Pjotr Tjajkovskijs opera Smeden Vakula byggde på samma novell som Rimskij-Korsakovs version och anses stå över den senare i kvalitet. I sina memoarer skriver Rimskij-Korsakov att de sagoaktiga inslagen i operan förtog Gogols lätta humor och komedi. Operan hade premiär den 19 december 1895 på Mariinskijteatern i Sankt Petersburg.

## Personer
- Tsaritsan (mezzosopran)
- Byäldsten (baryton)
- Chub, en äldre kosack (bas)
- Oksana, hans dotter (sopran)
- Solokha, en änka anklagad för häxeri (kontraalt)
- Smeden Vakula, hennes son (tenor)
- Panas, Chubs vän (bas)[2]
- Diakon Osip Nikiforovitj (tenor)
- Patsjuk, en gammal zaporogkosack, tillika trollkarl (bas)
- En djävul (tenor)

## Handling
Smeden Vakula är son till den förmodade häxan Solokha. Han är förälskad i den förnäma Oksana, dotter till den försupne kosacken Chub. Oksana ger Vakula den till synes omöjliga uppgiften att ge henne kejsarinnans (tsaritsan) tofflor (egentligen högklackade läderstövlar) från Sankt Petersburg. Hemma i stugan upptäcker Vakula fyra tunga säckar i köket. Den gästfria Solokha har haft gäster (en djävul, byäldsten, diakonen och Oksanas fader) som var och en har gömt sig i en säck när näste gäst har anlänt. Ovetande om innehållet släpar Vakula säckarna till smedjan varpå han ger sig av med en av säckarna. Byborna öppnar de andra säckarna och skrattar åt de utskämda männen. När Vakula inser att en djävul finns i hans egen säck tvingar han demonen att flyga iväg med honom på ryggen till Sankt Petersburg, där han framgångsrikt lyckas komma åt tofflorna. Väl hemma inser han att uppdraget var utfört helt i onödan, ty Oksana älskar honom i alla fall.